# Dent de Vaulion
La dent de Vaulion est un sommet du Jura vaudois qui culmine à 1 483 mètres d'altitude et qui présente un versant nord abrupt, alors que son versant sud est en pente douce.
Dominant l'extrémité nord du lac de Joux, elle offre par temps clair une vue sur au moins sept lacs importants : au nord-est, les lacs de Neuchâtel, de Bienne et de Morat, au sud le lac Léman, et au sud-ouest les lacs Brenet, de Joux et des Rousses.

## Géologie

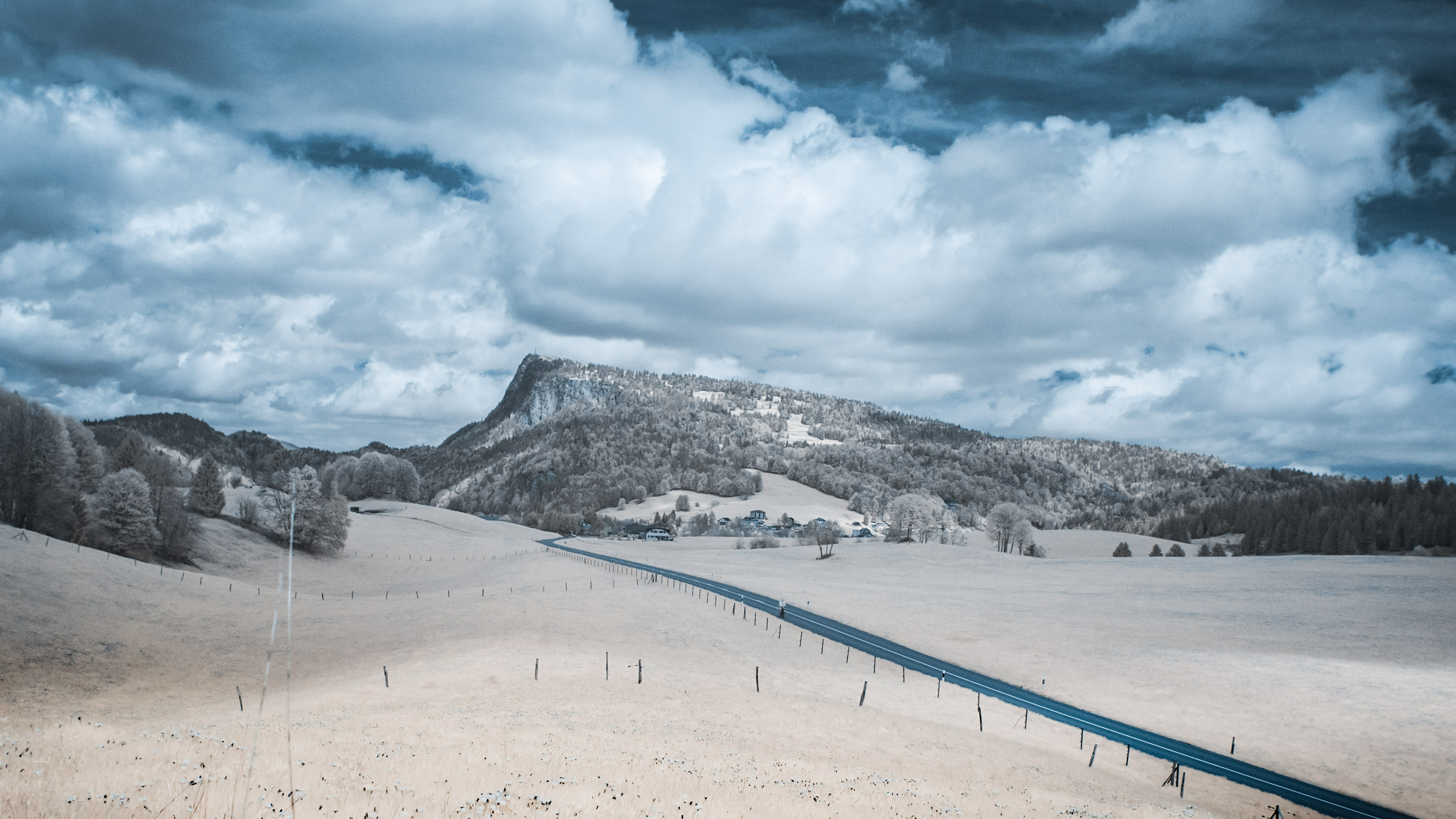
Photographie infrarouge de la dent de Vaulion prise depuis la vallée de Joux.

La dent de Vaulion est le reliquat d'un anticlinal érodé déversé vers l'ouest qui chevauche la terminaison du synclinal de Joux. Le sommet de la Dent est constitué de calcaires du Jurassique supérieur, le versant méridional de calcaires du Crétacé et le versant septentrional de calcaires et de marnes du Jurassique. La Dent correspond au crêt oriental d'un anticlinal chevauchant dont le flanc occidental a complètement disparu, laminé lors du chevauchement. Le synclinal de Joux disparaît sous l'anticlinal de la dent de Vaulion ; au front du chevauchement, se trouve une écaille comprimée du Crétacé.

## Domaine skiable
Le domaine skiable de la dent de Vaulion fait partie du regroupement de quatre stations de ski de la vallée de Joux. Au contraire des trois autres domaines, ses pistes sont orientées au sud et très ensoleillées. Elles sont desservies par un unique téléski dont la pente de montée est particulièrement raide. Le domaine, guère signalé depuis la route principale, est accessible depuis le hameau du Morez.

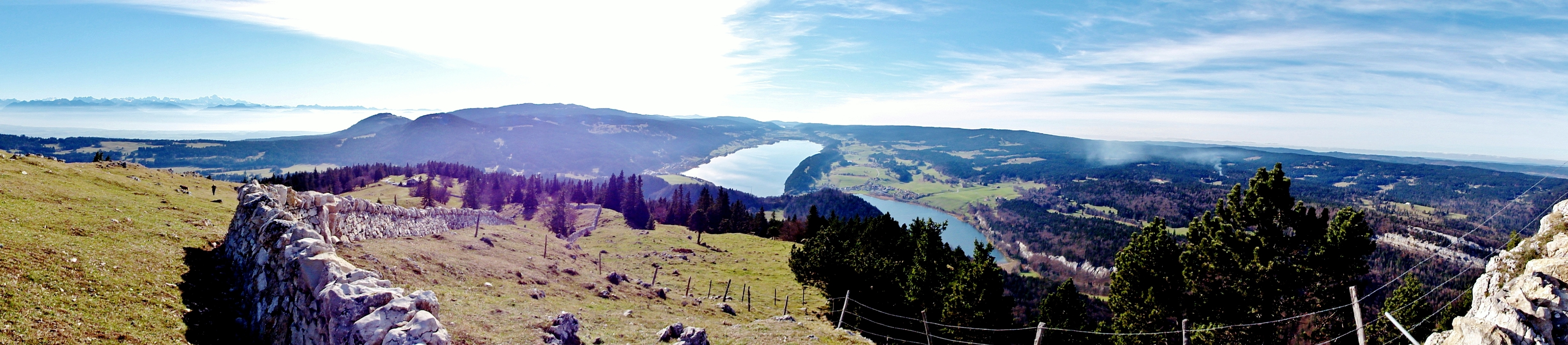
Vue du lac de Joux et du lac Brenet depuis la dent de Vaulion ; sur la gauche le massif du Mont-Blanc.